# Fedele da Fanna

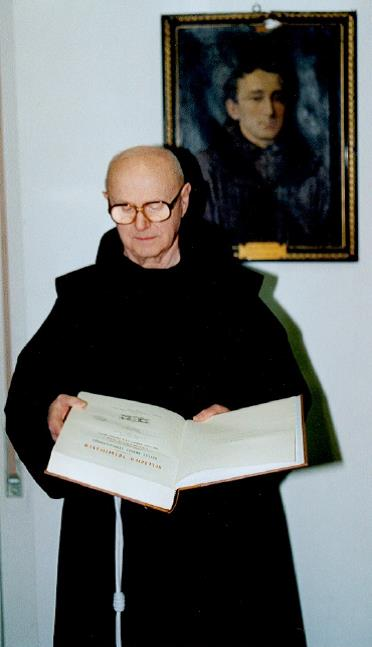
Quadro di padre Fedele da Fanna, alle spalle di Cesare Cenci

Fedele da Fanna al secolo Giorgio Maddalena (Fanna, 24 dicembre 1838 – Quaracchi, 12 agosto 1881) è stato uno storico, teologo e presbitero italiano appartenente all'Ordine dei frati minori.

## Biografia
Giorgio Maddalena nacque da Osvaldo e Angela Maria Marus Mattius. Entrò nel 1855 nel convento dei frati Minori riformati di Venezia. Il ministro generale Bernardino da Portogruaro nel 1870 gli affidò l'edizione critica degli scritti di Bonaventura da Bagnoregio, e l'edizione dell'opera omnia da lui iniziata è il riferimento per le traduzioni nelle varie lingue. Morì di tubercolosi a Quaracchi il 12 agosto 1881; attualmente le sue spoglie sono nella Chiesa di San Martino Vescovo nella sua città natale.

## Opere
- Seraphici doctoris divi Bonaventurae Doctrina de romani pontificis primatu et infallibilitate a p. Fideli a Fanna ... collecta et adnotata, Taurini, P. Marietti, 1870.
- Ratio novae collectionis operum omnium sive editorum sive anecdotorum seraphici doctoris s. Bonaventurae mandante Bernardino a Portu Romatino, studio ac labore Fidelis a Fanna, Taurini, P. Marietti, 1874.
- De ratione cognoscendi seu utrum quidquid certitudinaliter cognoscitur a nobis cognoscatur in rationibus aeternis : quaestio anecdota seraphici doct. S. Bonaventurae quam primo detexit fr. Fidelis a Fanna operibus ejusdem seraphici doctoris edendis praefectus, Taurini, P. Marietti, 1874.